# Can Pera
Can Pera és una obra de Sant Iscle de Vallalta (Maresme) protegida com a Bé Cultural d'Interès Local.

## Descripció
Casa de pagès de planta baixa i pis. Coberta a dues aigües amb modificacions posteriors. La façana és de paret de pedra. Té tres cossos. Portal rodó i finestrals del segle xvii. Tot està restaurat. Al pati de davant de la masia es conserva el trull per moldre les olives amb una data gravada: "1636". A la vora de la masia hi ha la pallissa, amb una arcada a la façana principal.